# Église de Mornaguia
L'église de Mornaguia, située dans la ville de Mornaguia en Tunisie, est une église catholique construite en 1922 pendant le protectorat français. Cédée au gouvernement tunisien en 1964, elle est désormais utilisée pour des activités politiques.

## Historique de l'église
L'installation de colons français dans cette région agricole au début du protectorat justifie la création du village de Mornaguia, érigé en paroisse dès 1905. Au début des années 1920, il est décidé d'y bâtir un lieu de culte permanent. Un terrain de 6,01 ares est vendu par l'État à l'archevêché de Carthage par le biais de la société civile La Tunisienne pour 5 000 francs. Ne disposant pas de personnalité civile, l'archevêché avait créé cette société en 1893 pour administrer ses biens.
Bâtie au centre du village, elle en devient le cœur visible par son clocher au milieu des champs. L'édifice est inauguré le 7 mai 1922 par Monseigneur Spiridion Poloméni.
L'indépendance du pays en 1956 et la nationalisation des terres européennes le 12 mai 1964 provoquent le départ de nombreux Européens vers la France et l'Italie. Le modus vivendi signé entre le gouvernement tunisien et le Vatican le 10 juillet 1964 prend acte de cette disparition de la communauté chrétienne de Mornaguia. Son église est cédée au gouvernement tunisien avec l'assurance qu'elle ne sera utilisée qu'à des fins d'intérêt public compatibles avec son ancienne destination.
Elle est actuellement utilisée en tant que local abritant des activités politiques.